# Cistus chinamadensis
Cistus chinamadensis är en solvändeväxtart. Cistus chinamadensis ingår i släktet Cistus och familjen solvändeväxter.

## Underarter
Arten delas in i följande underarter:
- C. c. chinamadensis
- C. c. gomerae
- C. c. ombriosus